# Helmut Heuberger (Maler)
Helmut Heuberger (* 27. Juni 1927 in Wien; † 17. Januar 2001) war ein österreichischer Zeichner und Maler.

## Leben
Heuberger besuchte das Gymnasium in Wien, unterbrochen vom Kriegsdienst als Flakhelfer. Nach Kriegsende folgten die Matura und ein Studium an der Universität Wien in Germanistik und Anglistik. 1949 war die Promotion zum Doktor der Philosophie. Als Mitglied eines Chors unternahm er eine Reise in die USA mit einem Aufenthalt von etwa 1 Jahr. Nach der Rückkehr nach Wien arbeitete er als Bankangestellter bis zu seiner Pensionierung.
Als Maler/Zeichner war Heuberger Autodidakt; er malte seit seiner Jugend und finanzierte damit zum größten Teil sein Studium. In den 1960ern befasste er sich intensiver mit Malerei. 1966 hatte er eine erste Einzelausstellung in der Galerie Peithner-Lichtenfels, Wien, damals eine führende Adresse in Wien für Exponenten der „Wiener Schule des Phantastischen Realismus“, von der er auch beeinflusst wurde. Im Lauf der Jahre entwickelte er eine sehr persönliche „Handschrift“, die räumlich-tektonische Gliederung der Bildinhalte war ihm ebenso wichtig wie die Farbtextur von Flächen. Seine Bildthemen sind Landschaften, Häuser bzw. Hausgruppen, Stillleben, gelegentlich Porträts und Tiere. Sein Œuvre umfasst einige hundert Bilder an Graphiken (Bleistift, Kohle, Buntstift, Radierung und Kupferstich), Gouachen und Ölbildern. Seine Frau, Gertrude Heuberger, geb. Bischof (1927–1999), hatte ihn von allen trivialen Dingen des Alltags abgeschirmt, wozu für ihn auch die Abwicklungen mit Galerien und Ausstellern zählten. Die beiden waren einander tief verbunden, und er verlor nach ihrem Tod den Lebenswillen. Helmut und Gertrude Heuberger wurden am Ober Sankt Veiter Friedhof in Wien bestattet.
Er hatte Einzelausstellungen in österreichischen und deutschen Galerien und auch Ausstellungsbeteiligungen in Österreich, Europa und Übersee.